# Praça do Japão (Porto Alegre)
A Praça do Japão, às vezes chamada apenas "Praça Japão", está localizada no bairro Boa Vista da cidade brasileira de Porto Alegre, capital do estado do Rio Grande do Sul.

## História
Denominada pela Lei n.° 2.600 de 1963, a Praça do Japão situa-se na confluência das ruas Raimundo Correa, Catorze de Julho, Vicente de Carvalho, Sebastião de Brito e Francisco Barcelos, em uma área elevada do bairro.
Em seus primórdios, a praça apresentava uma configuração diferente da atual, pois tinha poucas árvores, dentre elas palmeiras e cerejeiras, as quais não existem mais. Hoje, a arborização é abundante e contém espécies como butiás, plátanos, jacarandás, pinheiros e figueiras. Diferentemente da Praça Província de Shiga, a Praça do Japão não possui elementos tipicamente nipônicos.
O entorno da praça deixou de ser exclusivamente residencial ao longo do tempo, por conta do desenvolvimento da região. Algumas casas foram transformadas em cafés, restaurantes, escritórios, creches, etc. Duas empresas automobilísticas orientais, a Subaru e a Hyundai, instalaram suas lojas nas imediações da praça. Nos dias de semana, as ruas da praça ficam repletas de carros estacionados, porque muitas pessoas trabalham nas vizinhas avenidas Carlos Gomes e Nilo Peçanha, onde há muitos prédios comerciais.
Em janeiro de 2008, a Praça do Japão chamou atenção da imprensa quando o corpo de uma mulher foi encontrado dentro de seu carro no local. O caso de homicídio ficou conhecido como "Crime da Praça Japão".
Em sua área de 6,3 mil m², há equipamentos de recreação infantil, um espelho d'água (acima do qual há um mirante com grades) e duas obras de arte do escultor Xico Stockinger, uma em ferro fundido e outra de pedra. Uma placa instalada em 1996 serve de homenagem às vítimas dos bombardeamentos de Hiroshima e Nagasaki. Nela está escrito:
"Às vítimas de Hiroshima e Nagasaki,
um monumento à paz e à compreensão entre todos os povos e nações.
Agosto de 1945, Agosto de 1996.
Prefeitura de Porto Alegre"
Atualmente, a Praça do Japão encontra-se em mau estado de conservação, com sujeira e depredação de seus monumentos por atos de vandalismo.

## Galeria

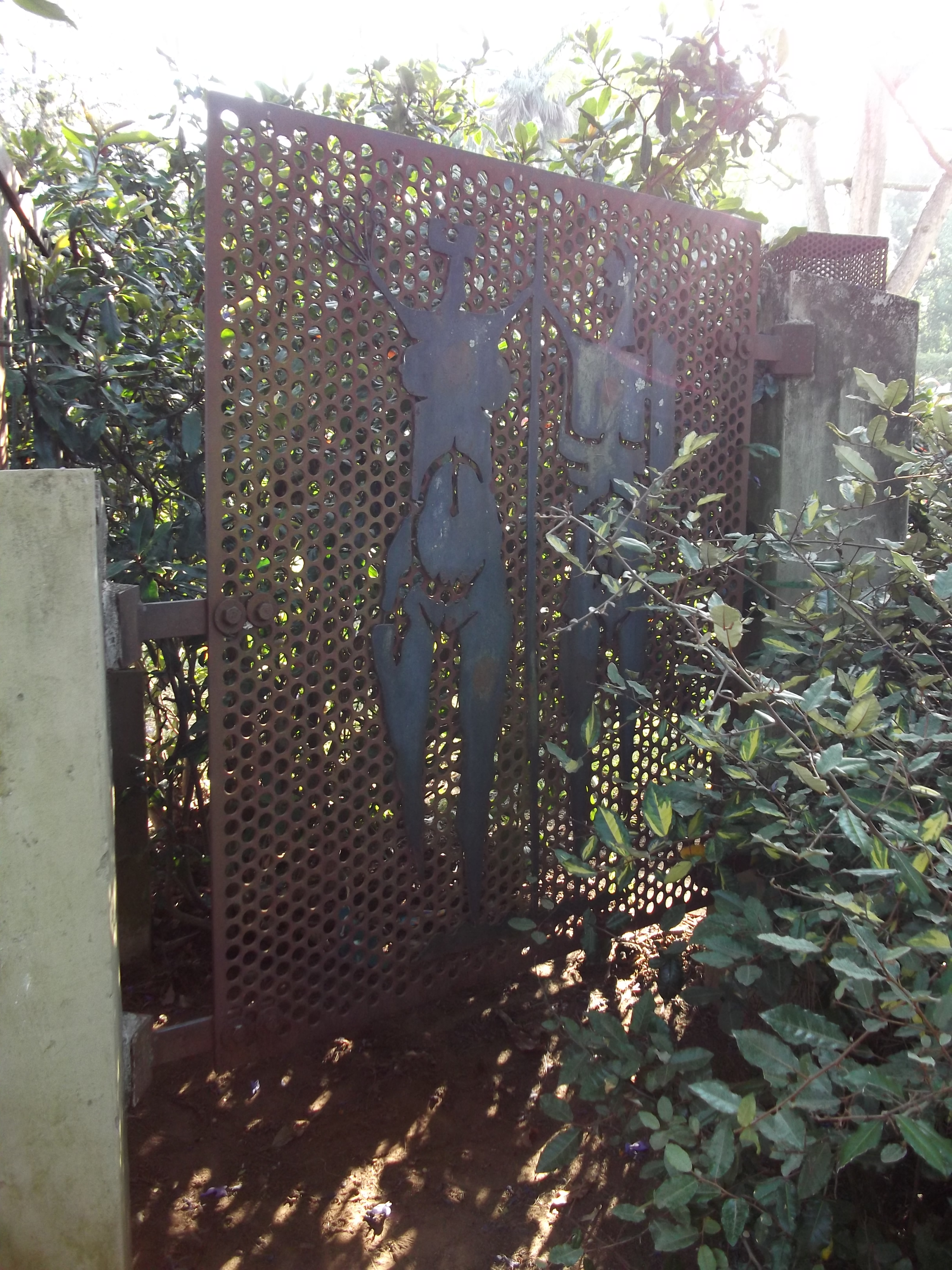
Escultura Descanso do Guerreiro, por Stockinger.
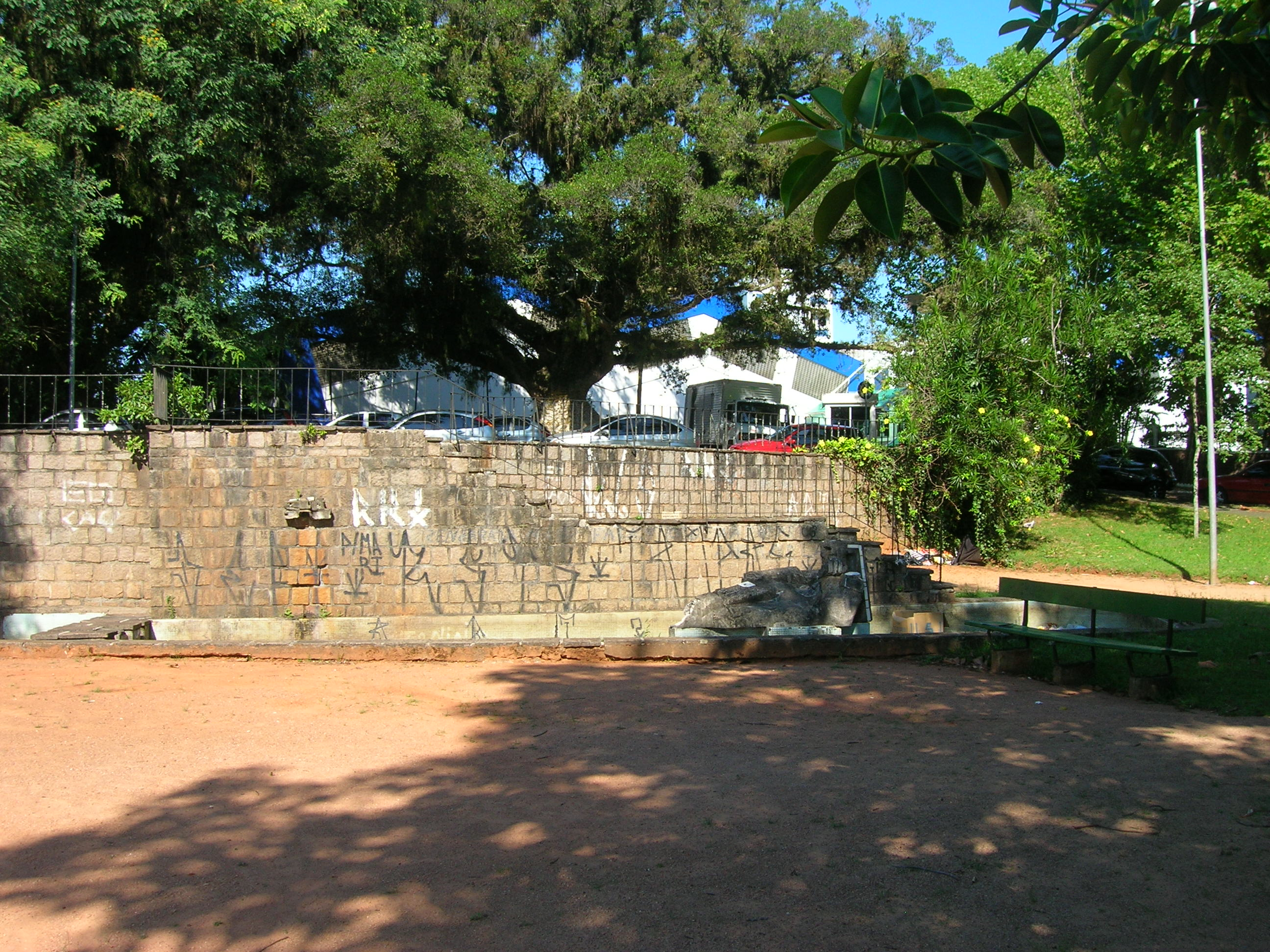
Espelho d'água depredado, em 2011.
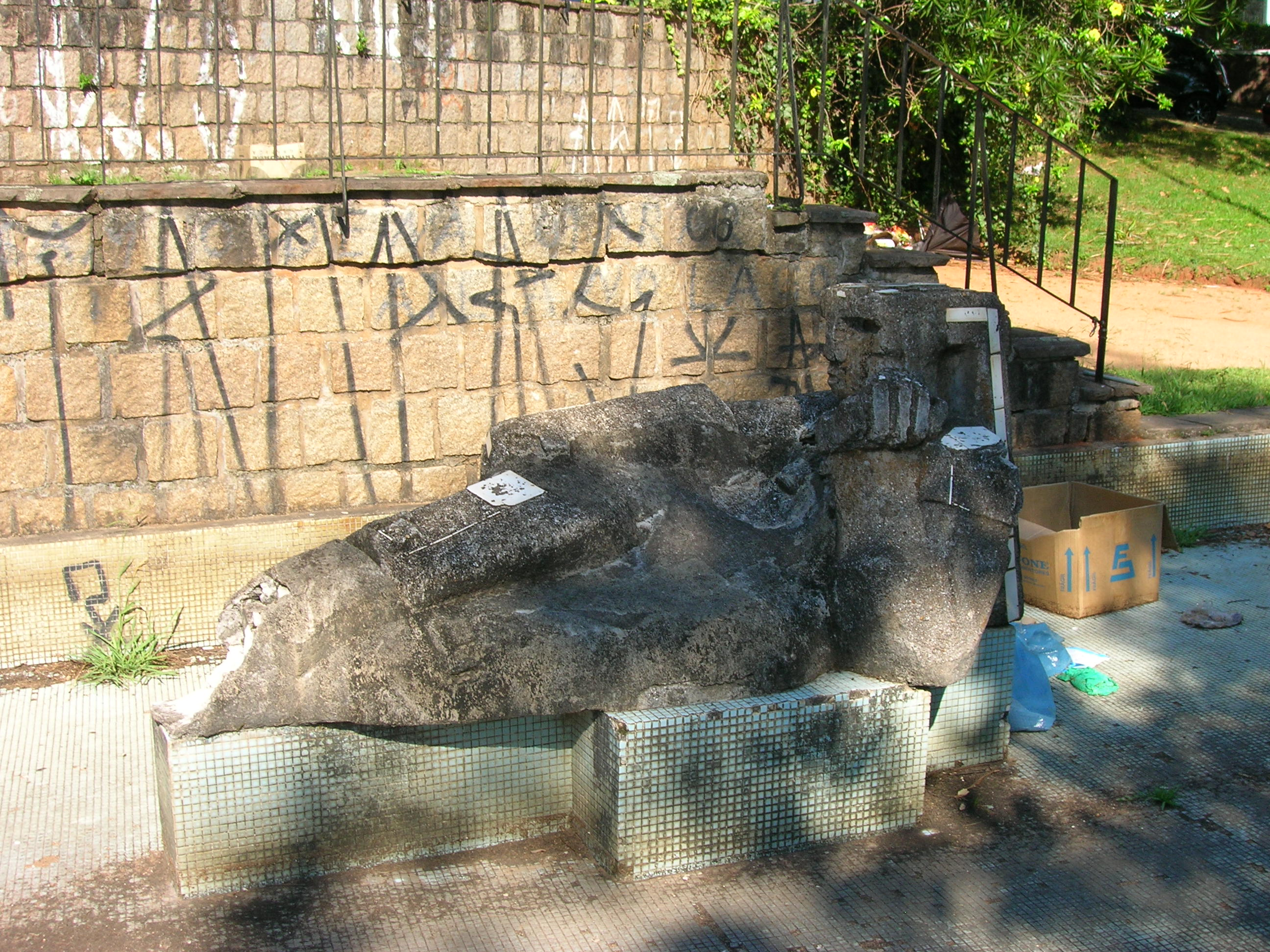
Detalhe da estátua do espelho d'água.
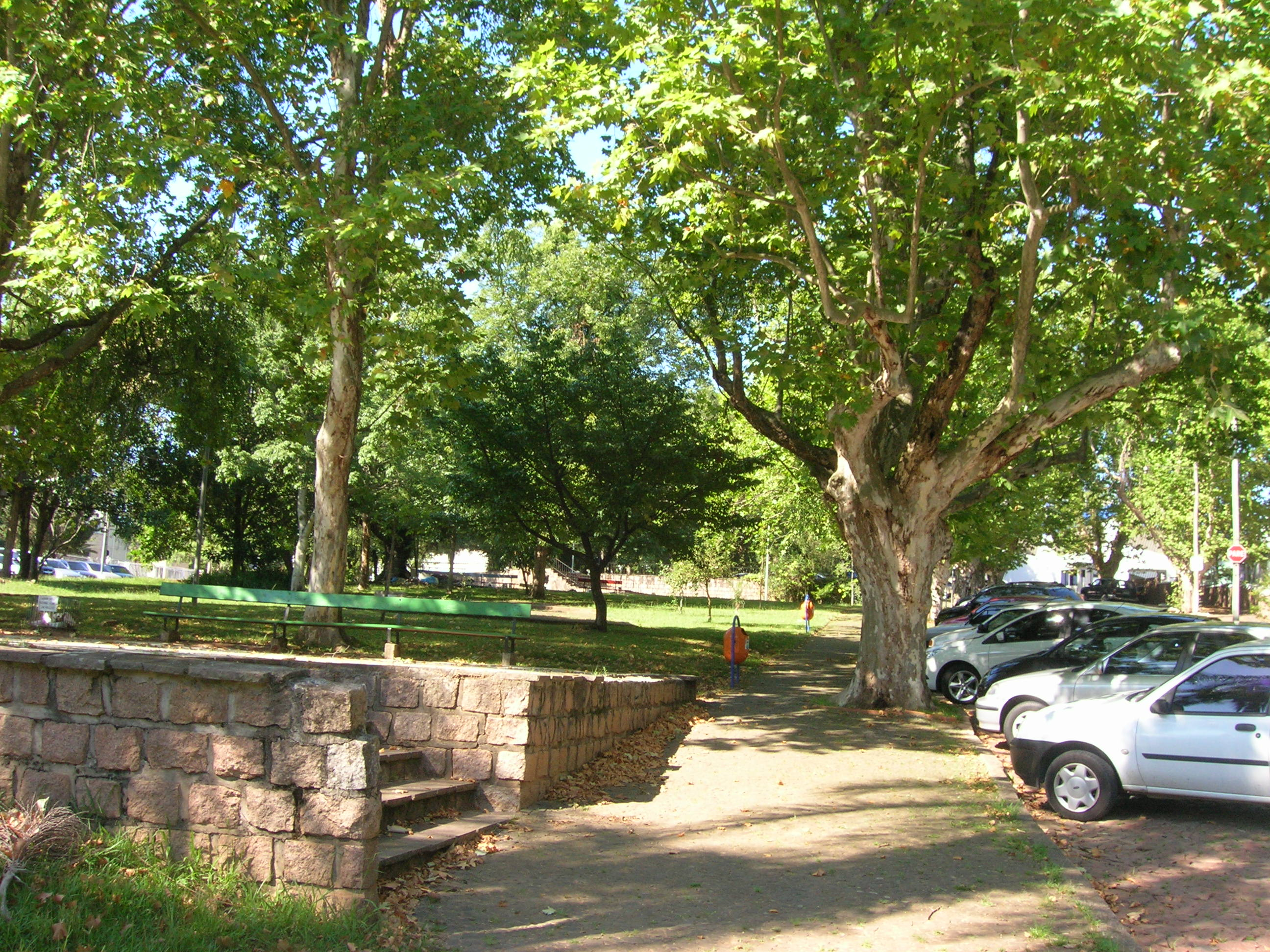
Plátanos da Praça do Japão.
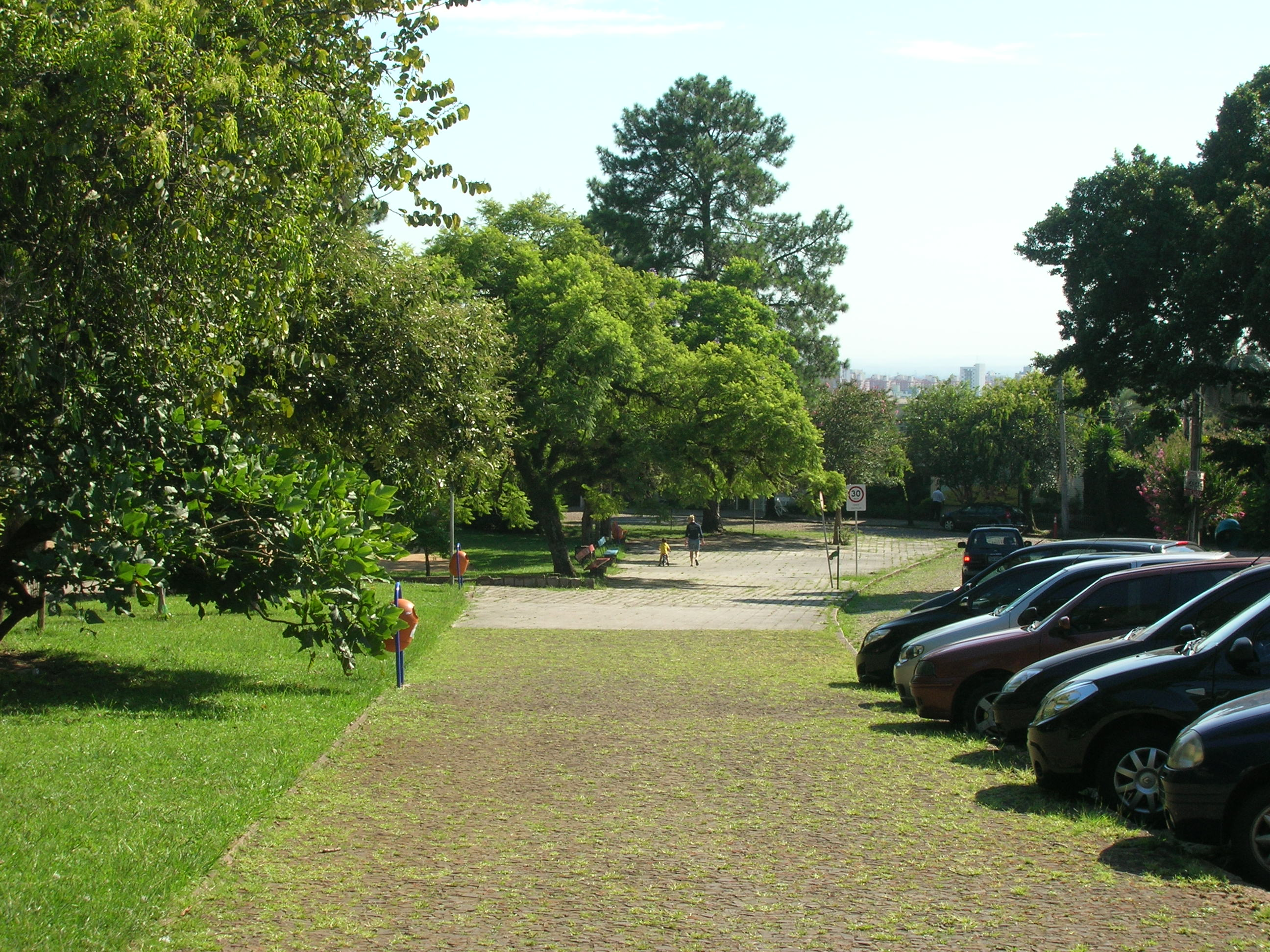
Calçada da praça.